# Quyang
För andra betydelser, se Quyang (olika betydelser).
Quyang, även romaniserat Küyang, är ett härad som lyder under Baoding i Hebei-provinsen i norra Kina.